# مجموعة فنون مصر
مجموعة فنون مصر هي شركة إنتاج وتوزيع تعمل لعرض أعمالها في منطقة الشرق الأوسط وشمال أفريقيا وتسعى للعالمية.

## التأسيس
أسست مجموعة فنون مصر بمشاركة كل من شركة كور برودكشن وشركة سويتش برودكشن. بخبرات مكتسبة من الشركتين، تسعى الشركة بتقديم أعمال فنية ضخمة على أعلى مستوى من الجودة. تتخذ شركة فنون مصر سبل جديدة لانتاج الأعمال التليفزيونية والسينيمائية لتقدم ما هو مختلف دوما. من أختيار المحتوى والموضوعات إلى أختيار الفنانين من خلال خبرة الشركة العريضة في مجال الإنتاج الاعلامى.

### المؤسسون
- محمد محمود عبد العزيز هو ممثل شركة كور للإنتاج الفني في مجموعة فنون مصر ورئيس مجلس ادارة شركة كوور للإنتاج الفني

و أيضا ممثل من جيل الشباب قام بتمثيل العديد من الأدوار السينمائية والتليفزيونية الناجحة وبدأ العمل كمساعد مخرج في بعض البرامج والأعمال الفنية. 
 و 	لدية خبرة كبيرة في مجال الدعاية وتنظيم الحفلات الكبرى بمصر
- ريمون نسيم مقار هو ممثل شركة سويتش للإنتاج الفني في مجموعة فنون مصر.

و أيضا العضو المنتدب لشركة سويتش للأنتاج الفني والعضو المنتدب لشركة 4P'S والشركة العربية للتصنيع الدعائي

 ولديه خبرة أكثر من 20 عامًا في مجال التخطيط المالي.
- الهامي نسيم مقار منتج وأعلامى قدم العديد من البرامج الأذاعية والتليفزيونية على سبيل المثال برنامج (بي سي تشات على) نجوم أف أم وبرنامج (لسة هنغني النسخة الشعبي) على تليفزيون النهار، كما يترأس الهامي مقار مجلس أدارة مجموعة من الشركات والتي تعمل بمجالات مختلفة كشركة 4P'S والشركة العربية للتصنيع علاوة على أنة رئيس مجلس إدارة شركة سويتش للدعاية واحدة من الشركتين المالكتين لشركة مجموعة فنون مصر وشريك بشركة Channel production وشركة Puls. منقول

## التطلعات
تطمح مجموعة فنون مصر إلى تبوء مكانة مميزة بين شركات الإنتاج من خلال العمل الجاد على تقديم مشروعات مختلفة للسوق وبحث كل الفرص المتاحة في السوق.
تعمل مجموعة فنون مصر على فتح أسواق عالمية للأفلام المصرية والعربية. وتؤمن بأن الأعمال الفنية تعد من أكثر الوسائل لتفهم الثقافات المختلفة وتغيير المفاهيم الخاطئة عن مجتمعات بعينها.

## المهام
تعمل مجموعة فنون مصر لتصبح واحدة من أكبر شركات الإنتاج في الوطن العربي. من خلال الأبتكار والالتزام برؤية واضحة.

## الأعمال
مسلسل باب الخلق هو باكورة أعمال الشركة وتم عرضه في العديد من القنوات في رمضان 2012 وقد لاقى المسلسل نجاحاً كبيراً على المستوى المحلي في مصر، وخارج القطر في البلاد العربية المسلسل من بطولة النجم محمود عبد العزيز وتأليف محمد سليمان واخراج عادل أديب
مسلسل جبل الحلال للنجم محمود عبد العزيز بطولة وفاء عامر، طارق لطفى، كريم محمود عبد العزيز، نرمين الفقى، خالد سليم، نرمين ماهر، سلوى خطاب، منال سلامة، مى سليم، أشرف عبد الغفور، محمد محمود عبد العزيز المسلسل تأليف ناصر عبد الرحمن ومن أخراج عادل أديب
برنامج لسة هنغني تقديم الأعلامى الهامى مقار وميريهان حسين أعداد أحمد الهوارى ومن أخراج أكرم فاروق
مسلسل بعد البداية بطولة طارق لطفى، درة، روجينا، خالد سليم والنجم فاروق الفيشاوى، أميرة العايدى أضافة لكوكبة كبيرة من النجوم المسلسل من تأليف عمر سمير عاطف أخراج عادل أديب يتم تصوير العمل الآن كأنتج عام 2015